# Крейсера типа «Буссард»
Безбронные крейсера типа «Буссард» были построены для Кайзерлихмарине (германского имперского флота) в конце 1880-х и в начале 1890-х годов. Тип составляли шесть кораблей: «Буссард» (головной корабль), «Фальке», «Зееадлер», «Корморан», «Кондор» и «Гейер». Крейсера этого типа предназначались для службы в германской колониальной империи, особый упор был сделан на длинном радиусе крейсирования и сравнительно тяжёлом вооружении, также это были последние крейсера Кайзерлихмарине оснащённые вспомогательным парусным вооружением. Корабли были вооружены 105-мм орудиями.
Большую часть своей службы крейсера провели за рубежом, главным образом у берегов Африки и южной части Тихого океана, где они помогали в подавлении восстаний, таких как Ихэтуаньского восстания в Китае и восстании племени Сокех на Каролинских островах. «Корморан» принял участие в захвате концессии Цзяо-Чжоу в Китае в 1897 году, «Фальке» участвовал в Венесуэльском кризисе с 1902 по 1903 год. «Буссард» и «Фальке» были разобраны на металл в 1912 году, четыре остальных корабля оставались на службе до начала Первой мировой войны в августе 1914 года.
«Корморан» находился в Циндао с неработающими машинами и был затоплен в заливе после того как потерял боевое значение. «Гейер» краткое время действовал в Тихом океане против британского судоходства, затем ушёл на Гавайи, принадлежащим в то время нейтральным США, где был интернирован. После того как США вступили в войну в апреле 1917 года, крейсер был захвачен и зачислен в списки американского флота под названием USS Schurz. Он нёс службу как эскортный корабль, пока не утонул после столкновения с грузовым судном в июне 1918 года. «Зееадлер» и «Кондор» после начала войны были переделаны в блокшивы для хранения мин. «Зееадлер» был разрушен случайным взрывом в 1917 году. «Кондор» оказался единственным кораблём данного класса, пережившим войну, он был разобран на металл в 1921 году.

## Конструкция
Крейсера типа «Буссард» были разработаны для службы за рубежом в германских колониальных владениях и были более совершенны, чем предыдущие безбронные крейсера типа «Швальбе». Конструкция «Буссардов» была разработана в 1888 году. Корабли были значительно больше и быстрее чем крейсера типа «Швальбе», тем не менее они несли то же количество орудий, хотя только один «Буссард» нёс тот же тип орудий, на остальных были установлены более новые скорострельные орудия. Тип «Буссард» был последний серией крейсеров германского Кайзерлихмарине оснащённым парусным вооружением, последующий безбронный крейсер «Гефион» приводился в движение исключительно паром.

### Общие характеристики
Корабли типа «Буссард» различались в своих характеристиках. Первые два: «Буссард» и «Фальке» были 79,62 м длиной по ватерлинии, и общей длиной 82,6 м. Ширина их составляла 12,5 м, осадка — 4,45 м носом и 5,63 м в корме. Водоизмещение кораблей составляло 1559 тонн по проекту, при полной боевой нагрузке водоизмещение составило 1868 тонн. Следующие три корабля: «Зееадлер», «Корморан» и «Кондор» были 79,62 м длиной по ватерлинии и имели такую же общую длину, как и ранние корабли этого типа. Ширина их составляла 12,7 м, осадка — 4,42 в носу и 5,35 м в корме. Проектное водоизмещение кораблей составляло 1612 тонн, при полной боевой нагрузке водоизмещение составило 1864 тонн. Последний корабль «Гейер» имел длину по ватерлинии 79,62 м, максимальную длину 83,9 м, ширину 10,6 м и осадку 4,74 носом и 5,22 м кормой.
Корпуса крейсеров имели поперечный стальной набор, опалубка верхней палубы была сделана из жёлтой сосны. Корпус покрывала обшивка из слоя Мунц-металла, для защиты дерева от морского червя. Форштевень и кормовой пост были построены из стали и древесины. На носу был установлен бронзовый таран. Корпус был разделён на десять водонепроницаемых отсеков. Под котельными отсеками было двойное дно. Корабли имели хороший ход, но плохо перекатывались по волнам, спонсоны для главных орудий вызывали сильную вибрацию. На «Гейере», заложенном после ввода в строй остальных пяти кораблей, спонсоны были леквидированы и крейсер не страдал от вибраций. Корабли отличались высокой манёвренностью за исключением поворотов под ветром на низкой скорости. Экипаж крейсеров состоял из 9 офицеров и 152 матросов. Корабли были оснащены следующими лодками: один пикет-боат, один куттер, два ялика и две шлюпки.

### Энергетическая установка

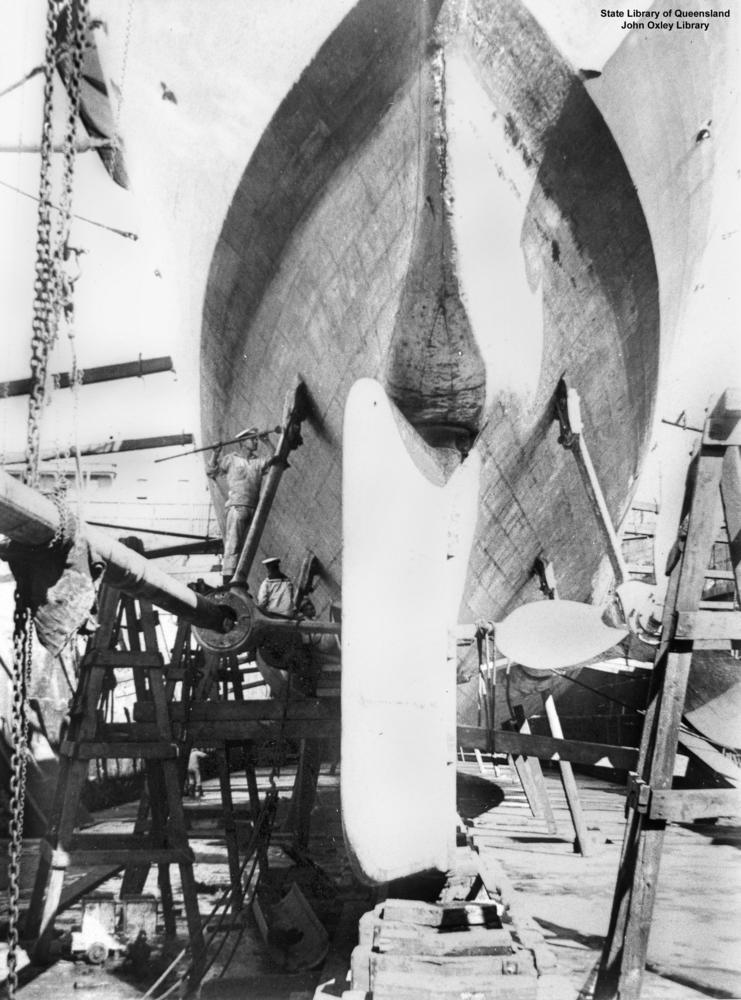
«Корморан» в сухом доке Сиднея, видны его винты и руль

Силовая установка крейсеров этого типа состояла из двух горизонтальных трёхцилиндровых паровых машин питаемых от четырёх цилиндрических угольных котлов. Машины могли теоретически развивать мощность до 2800 лошадиных сил (2100 кВт) и были установлены в отдельных машинных отделениях. Машины приводили в действие пару 3-х лопастных гребных винтов диаметром 3 метра. Котлы размещались в двух котельных отделениях, дымоходы выходили в одну трубу. Корабли были оснащены дополнительно парусным вооружением баркентины, общая площадь парусов составляла от 856 до 877 м². Управление осуществлялось одним судовым рулём. Каждый корабль был оснащён двумя электрическими генераторами общей мощностью 24 кВт, напряжением 67 вольт.
Энергетическая установка давала кораблю возможность развивать максимальную скорость в 15,5 узлов (28,7 км/ч), хотя все шесть кораблей данного типа превысили расчётную скорость на ходовых испытаниях, развив от 15,7 до 16,9 узла (от 29,1 до 31,3 км/ч). Корабли могли нести от 170 до 205 тонн угля. Благодаря дополнительным бункерам вместимость могла быть увеличена до 305—320 тонн угля. Это повышало дальность плавания до 2990 — 3610 морских миль (5540 — 6690 км) на ходу 9 узлов.

### Вооружение
Первый корабль этого типа был вооружён восемью нескорострельными орудиями 105 мм K L/35 на одиночных постаментах, общий боезапас оставлял 800 выстрелов. Орудия били на 8200 метров. Пять последующих кораблей данного типа были оснащены новыми скорострельными 105-мм орудиями SK L/35. Два орудия были размещены рядом на носу, два на каждом борту в спонсонах и два на корме. На крейсере «Гейер» не было спонсонов, пара бортовых орудий была просто установлена на верхней палубе. Вооружение крейсеров было усилено пятью револьверными орудиями. Первые пять кораблей были вооружены двумя 350 мм палубными торпедными аппаратами. Крейсер «Гейер» получил торпедные аппараты большего калибра — 450 мм. Каждый корабль нёс по пять торпед.

## Корабли

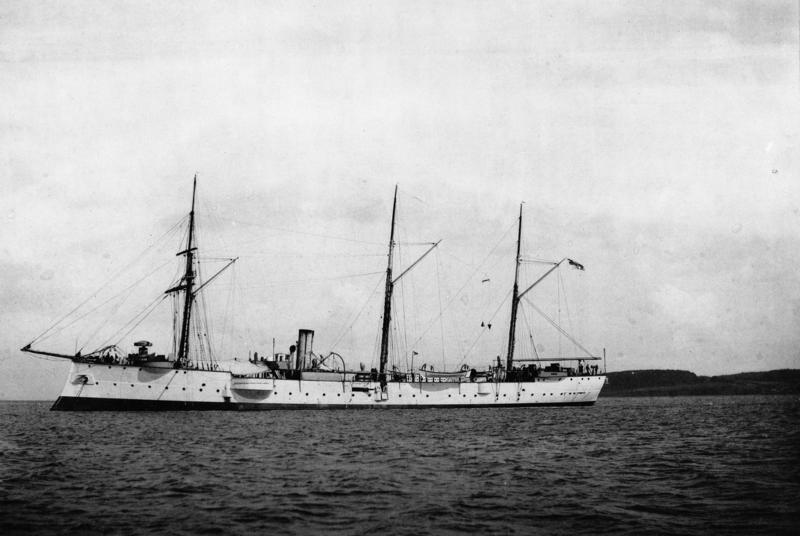
«Фальке» в 1892 году

| Название     | Верфь                              | Заложен  | Спущен на воду       | Вошёл в состав флота  |
| ------------ | ---------------------------------- | -------- | -------------------- | --------------------- |
| SMS Bussard  | Kaiserliche Werft, Данциг          | 1888 год | 23 января 1890 года  | 7 октября 1890 года   |
| SMS Falke    | Kaiserliche Werft, Киль            | 1890 год | 4 апреля 1891 года   | 14 сентября 1891 года |
| SMS Seeadler | Kaiserliche Werft, Данциг          | 1890 год | 2 февраля 1892 года  | 17 августа 1892 года  |
| SMS Condor   | Blohm & Voss, Гамбург              | 1891 год | 23 февраля 1892 года | 9 декабря 1892 года   |
| SMS Cormoran | Kaiserliche Werft, Данциг          | 1890 год | 17 мая 1892 года     | 25 июля 1893 года     |
| SMS Geier    | Kaiserliche Werft, Вильгельмсхафен | 1893 год | 18 октября 1894 года | 24 октября 1895 года  |

## История службы
Все шесть кораблей этого типа провели большую часть своей службы за рубежом, главным образом в германских колониальных владениях у берегов Африки и на Тихом океане. «Зееадлер» в марте 1893 года вместе с бронепалубным крейсером «Кайзерин Августа» нанёс визит в США, чтобы принять участие в праздновании 400-летия плавания Христофора Колумба через Атлантику. В июле того же года «Буссард» и «Фальке», будучи приписанными к восточно-азиатской эскадре, приняли участие в подавлении бунта поднятого Матаафой Иозефо на Самоа действуя вместе с британским корветом. В 1890-х годах «Зееадлер» находился в германских колониях в восточной и юго-западной Африке, подавляя там местные восстания.

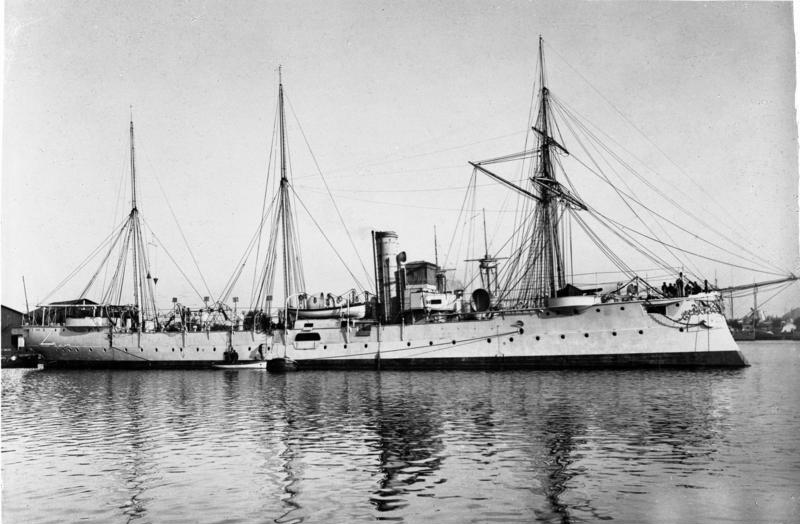
«Гейер» в 1894

В ноябре 1897 году «Корморан» принял участие в захвате концессии в бухте Цзяо-Чжоу Шаньдуньского полуострова цинского Китая. «Гейер» в 1898 году присутствовал в Карибском море во время испано-американской войны, но не принимал активного участия в конфликте. Между 1898 и 1900 годами «Буссард» и «Зееадлер» прошли модернизацию в Германии. С 1898 по 1900 год «Зееадлер» принял участие в подавлении Боксёрского восстания, а также осуществлял блокаду китайского побережья. В декабре 1902 года «Фальке» и бронепалубный крейсер «Винета» присоединились к британским силам во время Венесуэльского кризиса 1902—1903 годов, после того как венесуэльские власти захватили британское торговое судно. Два германских крейсера обстреляли береговые укрепления Венесуэлы и блокировали побережье.
С 1907 по 1909 годы «Корморан» и «Гейер» прошли модернизацию. Из кораблей данного типа только «Фальке» и «Кондор» никогда не возвращались для капитального ремонта в доках. В январе 1911 года «Кондор» и «Корморан» вместе с лёгким крейсером «Лейпциг» участвовали в подавлении Сокехского восстания на Каролинских островах. В 1912 году с началом Второй Балканской войны «Гейер» базировался в восточной части Средиземного моря для наблюдения за военными действиями. 25 октября 1912 года «Буссард» и «Фальке» были исключены из военно-морского регистра и в следующем году разобраны на металл в Гамбурге и на Kaiserliche Werft в Данциге соответственно.
С началом Первой мировой войны в августе 1914 года «Зееадлер» был переоборудован в минный блокшив в Вильгельмсхафене. В апреле 1917 года произошёл самопроизвольный взрыв, разрушивший корабль, корпус так и не был поднят. «Кондор» также служил как минный блокшив в Киле, он пережил войну и в 1921 году был разобран на металл в Гамбурге. «Корморан», всё ещё пребывавший в Циндао, был затоплен в заливе ввиду плохого состояния машин. После начала войны «Гейер» приступил к действиям против британского торгового судоходства на Тихом океане. В октябре он исчерпал запасы угля и оказался отрезанным от каких бы то ни было источников снабжения, поэтому он направился к Гаваям, где был интернирован американским флотом. После того как США 6 апреля 1917 года объявили войну Германии крейсер был захвачен и введён в состав американского флота под именем USS Schurz и служил в качестве конвойного корабля. В июне 1918 года корабль затонул в результате столкновения с торговым судном.

## Комментарии
1. ↑  По немецкой классификации того времени — малые крейсера (нем. Kleiner Kreuzer)